# Chevy Chase
Cornelius Crane „Chevy” Chase (New York, 1943. október 8. –) háromszoros Primetime Emmy-díjas amerikai komikus, író és színész.

## Élete és pályafutása
Chevy Chase 1943. október 8-án született Edward Tinsley Chase és Cathalene Crane Widdoes gyermekeként.
Tanulmányait a Bard College-ban és az MIT Audiokutatási Intézetben végezte.
Karrierje kezdetén forgatókönyvíróként dolgozott. 1967–1971 között a Groove Tube színésze volt. 1969 óta a Mad magazin újságírója. Az 1980-as években ő szerezte a Fletch-filmek (1985, 1988) zenéjét is. (Az 1990-es években karrierje hanyatló tendenciát mutatott.)

## Magánélete

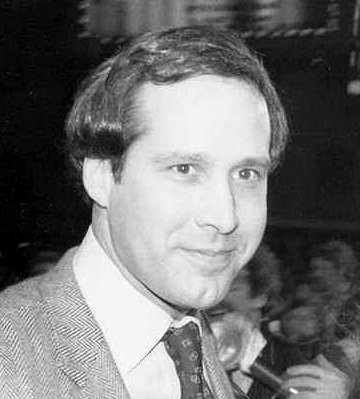
Chevy Chase 1980-ban

1973–1976 között Suzanne Hewitt volt a felesége. Második házassága 1976-tól 1980-ig tartott, ekkor Jacqueline Carlin volt a párja. 1982-ben harmadszor is megnősült, ekkor Jayni Luke lett a párja.

## Filmográfia

### Film
| Év   | Magyar cím                                    | Eredeti cím                           | Szerep                                   | Magyar hang          |
| ---- | --------------------------------------------- | ------------------------------------- | ---------------------------------------- | -------------------- |
| 1968 |                                               | Walk... Don't Walk (rövidfilm)        | járókelő                                 |                      |
| 1974 |                                               | The Groove Tube                       | The Fingers / Geritan / Four Leaf Clover |                      |
| 1976 |                                               | Tunnel Vision                         | önmaga                                   |                      |
| 1978 | Óvakodj a törpétől                            | Foul Play                             | Tony Carlson                             | Benkő Péter          |
| 1978 | Óvakodj a törpétől                            | Foul Play                             | Tony Carlson                             | Rátóti Zoltán        |
| 1978 | Óvakodj a törpétől                            | Foul Play                             | Tony Carlson                             | Lux Ádám             |
| 1980 | Szimat nyomozó                                | Oh Heavenly Dog                       | Browning                                 |                      |
| 1980 | Golfőrültek                                   | Caddyshack                            | Ty Webb                                  | Csankó Zoltán        |
| 1980 | Hárman a slamasztikában                       | Seems Like Old Times                  | Nicholas Gardenia                        | Balkay Géza          |
| 1980 | Hárman a slamasztikában                       | Seems Like Old Times                  | Nicholas Gardenia                        | Józsa Imre           |
| 1981 | A szivárvány alatt                            | Under the Rainbow                     | Bruce Thorpe                             | Kerekes József       |
| 1981 | Légvonalban közelebb                          | Modern Problems                       | Max Fielder                              | Józsa Imre           |
| 1983 | Családi vakáció                               | National Lampoon's Vacation           | Clark Griswold                           | Józsa Imre           |
| 1983 | Az évszázad üzlete                            | Deal of the Century                   | Eddie Muntz                              | Józsa Imre           |
| 1985 | Fletch                                        | Fletch                                | Irwin 'Fletch' Fletcher                  | Szabó Sipos Barnabás |
| 1985 | Európai vakáció                               | National Lampoon's European Vacation  | Clark Griswold                           | Józsa Imre           |
| 1985 | Kémek, mint mi                                | Spies Like Us                         | Emmett Fitz-Hume                         | Józsa Imre           |
| 1985 | Kémek, mint mi                                | Spies Like Us                         | Emmett Fitz-Hume                         | Forgács Péter        |
| 1985 | Kémek, mint mi                                | Spies Like Us                         | Emmett Fitz-Hume                         | Józsa Imre           |
| 1986 | A három amigó                                 | ¡Three Amigos!                        | Dusty Bottoms                            | Gálvölgyi János      |
| 1986 | A három amigó                                 | ¡Three Amigos!                        | Dusty Bottoms                            | Haagen Imre          |
| 1988 | Ideggyogyó (Őrülten jó)                       | The Couch Trip                        | óvszeres apuka                           | Both András          |
| 1988 | Fura farm                                     | Funny Farm                            | Andy Farmer                              | Józsa Imre           |
| 1988 | Golfőrültek 2.                                | Caddyshack II                         | Ty Webb                                  | Józsa Imre           |
| 1989 | Fletch 2. – Szenzációs ajánlat                | Fletch Lives                          | Irwin 'Fletch' Fletcher                  | Maros Gábor          |
| 1989 | Fletch 2. – Szenzációs ajánlat                | Fletch Lives                          | Irwin 'Fletch' Fletcher                  | Józsa Imre           |
| 1989 | Karácsonyi vakáció                            | National Lampoon's Christmas Vacation | Clark Griswold                           | Józsa Imre           |
| 1989 | Karácsonyi vakáció                            | National Lampoon's Christmas Vacation | Clark Griswold                           | Csankó Zoltán        |
| 1991 | Eszelős szívatás                              | Nothing But Trouble                   | Chris Thorne                             | Kovács István        |
| 1992 | Semmit a szemnek                              | Memoirs of an Invisible Man           | Nick Halloway                            | Kovács István        |
| 1992 | Mondvacsinált hős                             | Hero                                  | Deke                                     | Kristóf Tibor        |
| 1993 | Az utolsó akcióhős                            | Last Action Hero                      | önmaga                                   |                      |
| 1994 |                                               | A Century of Cinema (dokumentumfilm)  | önmaga                                   |                      |
| 1994 | Rendőrvicc                                    | Cops and Robbersons                   | Norman Robberson                         | Cseke Péter          |
| 1995 | Ki az úr a háznál?                            | Man of the House                      | Jack Sturgess                            | Józsa Imre           |
| 1997 | Vegasi vakáció                                | Vegas Vacation                        | Clark Griswold                           | Józsa Imre           |
| 1998 | Bérbosszú Bt. – Megfizetünk, ha megfizetnek   | Dirty Work                            | Dr. Fingosz                              | Rosta Sándor         |
| 2000 | Hóból is megárt a sok                         | Snow Day                              | Tom Brandston                            | Józsa Imre           |
| 2000 |                                               | Pete's Pizza (rövidfilm)              | narrátor (hangja)                        |                      |
| 2000 |                                               | The One Armed Bandit (rövidfilm)      | rendőr                                   |                      |
| 2002 | Narancsvidék                                  | Orange County                         | Harbert igazgató                         | Bodrogi Attila       |
| 2003 | Porszívók                                     | Vacuums                               | Mr. Punch                                |                      |
| 2003 |                                               | Bitter Jester (dokumentumfilm)        | önmaga                                   |                      |
| 2004 | Egy nejnél jobb a kettő                       | Our Italian Husband                   | Paul Parmesan                            | Jakab Csaba          |
| 2004 |                                               | Bad Meat                              | Bernard P. Greely parlamenti képviselő   |                      |
| 2005 |                                               | Ellie Parker                          | Dennis Swartzbaum                        |                      |
| 2006 | Pénz áll a házhoz                             | Funny Money                           | Henry Perkins                            | Dunai Tamás          |
| 2006 |                                               | Doogal                                | Train (hangja)                           |                      |
| 2006 |                                               | Goose on the Loose                    | Congreve Maddox                          |                      |
| 2006 | Szupersuli                                    | Zoom                                  | Dr. Grant                                | Józsa Imre           |
| 2009 | Újra a gimiben                                | Stay Cool                             | Marshall igazgató                        | Koroknay Géza        |
| 2009 | Az égig érő paszuly                           | Jack and the Beanstalk                | Antipode tábornok                        | Kassai Károly        |
| 2010 | Vissza a jelenbe                              | Hot Tub Time Machine                  | szerelő                                  | Haás Vander Péter    |
| 2010 |                                               | Hotel Hell Vacation (rövidfilm)       | Clark Griswold                           |                      |
| 2011 |                                               | Not Another Not Another Movie         | Max Storm                                |                      |
| 2014 | Megőrülök érted                               | Lovesick                              | Lester Horn                              | Harsányi Gábor       |
| 2014 | Shelby: A kutya, aki megmentette a karácsonyt | Shelby                                | Geoffrey nagypapa                        | Székhelyi József     |
| 2015 | Vissza a jelenbe 2.                           | Hot Tub Time Machine 2                | szerelő                                  | Benkő Péter          |
| 2015 | Vakáció                                       | Vacation                              | Clark Griswold                           | Mikó István          |
| 2017 |                                               | The Last Movie Star                   | Sonny                                    |                      |
| 2017 |                                               | Bobby the Hedgehog                    | ThinkMan (hangja)                        |                      |
| 2019 | Az utolsó nevetés                             | The Last Laugh                        | Al Hart                                  |                      |
| 2020 | Krokodil Dundee öröksége                      | The Very Excellent Mr. Dundee         | Chevy                                    | Csankó Zoltán        |
| 2021 |                                               | Pandy                                 | King Karoth (hangja)                     |                      |
| 2023 | Zombiváros                                    | Zombie Town                           | Mezmerian                                |                      |
| 2023 |                                               | Glisten and the Merry Mission         | Santa (hangja)                           |                      |

### Televízió
| Év        | Magyar cím          | Eredeti cím                | Szerep                             | Megjegyzések                                             |
| --------- | ------------------- | -------------------------- | ---------------------------------- | -------------------------------------------------------- |
| 1975      |                     | The Smothers Brothers Show | nem szerepel                       | forgatókönyvíró (1 epizód)                               |
| 1975–2013 | Saturday Night Live | Saturday Night Live        | önmaga (házigazda) / több szereplő | - 38 epizód - forgatókönyvíró (8 epizód)                 |
| 1988      | 60. Oscar-gála      | 60th Academy Awards        | önmaga (házigazda)                 | különkiadás                                              |
| 1993      |                     | The Chevy Chase Show       | önmaga (házigazda)                 | - 25 epizód - forgatókönyvíró és producer                |
| 1995      |                     | The Larry Sanders Show     | önmaga                             | 1 epizód                                                 |
| 1997      | A dadus             | The Nanny                  | önmaga                             | 1 epizód                                                 |
| 2003      |                     | Freedom: A History of Us   | több szereplő                      | 5 epizód                                                 |
| 2004      | Karate kutya        | The Karate Dog             | Cho-Cho (hangja)                   | - tévéfilm - magyar hangja: - Rosta Sándor               |
| 2006      | Esküdt ellenségek   | Law & Order                | Mitch Carroll                      | 1 epizód                                                 |
| 2007      | Testvérek           | Brothers & Sisters         | Stan Harris                        | 2 epizód                                                 |
| 2007–2009 | Family Guy          | Family Guy                 | Clark Griswold / önmaga (hangja)   | 2 epizód                                                 |
| 2009      |                     | Hjälp!                     | Dan Carter                         | 8 epizód                                                 |
| 2009      | Chuck               | Chuck                      | Ted Roark                          | 3 epizód                                                 |
| 2009–2014 | Balfékek            | Community                  | Pierce Hawthorne                   | - fő- és vendégszereplő - magyar hangja: - Kovács István |
| 2017      | Vérmes négyes       | Hot in Cleveland           | Ross                               | - 1 epizód - magyar hangja: - Sótonyi Gábor              |
| 2017      |                     | Wishin' and Hopin'         | Felix felnőttként (hangja)         | tévéfilm                                                 |

## Díjai
- Emmy-díj (1976, 1978)

## Fordítás
- Ez a szócikk részben vagy egészben a  Chevy Chase című angol Wikipédia-szócikk ezen változatának fordításán alapul.  Az eredeti cikk szerkesztőit annak laptörténete sorolja fel. Ez a jelzés csupán a megfogalmazás eredetét és a szerzői jogokat jelzi, nem szolgál a cikkben szereplő információk forrásmegjelöléseként.